# Gustave-Charles Toussaint
Pour les articles homonymes, voir Toussaint (homonymie).
Gustave-Charles Toussaint, né à Rennes le 11 janvier 1869 et mort à Paramé le 12 octobre 1938, est un magistrat colonial, orientaliste, tibétologue, explorateur, poète Français, membre de la Société de géographie et de la Société asiatique de Paris. Passionné par l'étude des civilisations asiatiques, il a notamment traduit du tibétain le  Padma Than Yig qu'il a rapporté du monastère de Litang au Tibet.

## Biographie

### Famille
Gustave Frédéric Charles Toussaint est le fils de Benoît Toussaint (chef de région puis inspecteur général à la Compagnie des chemins de fer de l'Ouest) et d'Hélène Feutrier.
Il a eu un fils, Charles-François-Itchiro Toussaint, né le 16 octobre 1919.

### Études
Gustave-Charles Toussaint a fait ses études au lycée puis à la faculté de droit de Rennes dont il est le lauréat en 1887 à 18 ans avec le 1er Prix d’histoire du droit français.
Inscrit au Barreau de Rennes en tant qu’avocat, il commence sa carrière de magistrat comme secrétaire du Premier Président Maulion au Palais de Justice de Rennes.

### Carrière
En 1892, il est secrétaire du Comité rennais pour le Congrès des américanistes réuni à Huelva (Espagne) à l’occasion du quatrième centenaire de la découverte de l’Amérique.
Il entre, avec l‘appui de Pierre Waldeck-Rousseau, dans la magistrature coloniale à 24 ans comme Substitut du procureur à Nouméa (Nouvelle- Calédonie) le 11 novembre 1893.
En 1895, il reçoit une nouvelle affectation en qualité de Substitut du procureur général aux Indes Françaises à Pondichéry. Il poursuit sa carrière de magistrat colonial en 1897 comme Procureur de la République à Tananarive (Antananarivo) à Madagascar où il rencontre Jean Paulhan.
En 1913, il est nommé  avocat général à Hanoï en Indochine .
En 1917, Philippe Berthelot Secrétaire Général du ministère des Affaires étrangères le charge d’une mission judiciaire pour le compte du Quai d'Orsay à Shanghai et à Pékin.
En mai 1920, il participe à une expédition avec le diplomate Saint John Perse, le directeur général des postes chinoises, Henri Picard Destelan et le docteur Jean-Augustin Bussière, à la recherche de la Tombe de Gengis Khan.
Revenu à Hanoï en 1922 en qualité de Procureur général, il est ensuite nommé délégué de la France à la Commission internationale de l’exterritorialité en Chine qui se tient à Pékin en 1925-1926.
Nommé juge consulaire de France en Chine en 1927, il termine sa carrière comme  Président du Tribunal consulaire français en Chine avec juridiction sur tout le territoire chinois avec résidence à Shanghai dans l’immeuble du Consulat général de France situé dans la concession française de la ville de Shanghai.
Admis à faire valoir ses droits à la retraite en 1934 à 65 ans, il reçoit alors le titre de Premier Président de Cour d’appel honoraire.
Retiré à Paris, il suit les travaux du Centre d'études des problèmes du Pacifique qui lui demande pour le compte de l’Institut royal des affaires étrangères de Londres, un rapport sur le statut de la concession française de Shanghai.
Il meurt à Paramé près de Saint-Malo le 12 octobre 1938.

### Vie personnelle
À la Légation de France à Pékin il se lie d'amitié avec le Docteur Jean-Augustin Bussière, médecin de la Légation française, Henri Picard-Destelan, André d'Hormon, Henri Hoppenot, Jacques Bacot, Victor Segalen et le premier secrétaire Alexis Léger, futur Saint-John Perse, Prix Nobel de littérature en 1960 .

## Publications
En 1891, à 22 ans, il publie Stupeur un recueil de poèmes.
L'année suivante, il publie Le Cœur qui tremble.
En 1911, il entreprend un voyage jusqu'aux Marches du Tibet d'où il rapporte le manuscrit du Padma Than Yig relatant la geste du guru Padmasambhava fondateur du bouddhisme tibétain. Sa traduction va lui demander 15 années de travail. La lecture d'extraits de l'ouvrage que Toussaint fit à Victor Segalen rencontré à Shanghai en avril-juin 1917 inspira à ce dernier le poème Thibet,.
En 1935, il publie un troisième recueil de vers : Miroirs de goules.
- Jacques Bacot, Frederick William Thomas (en); Gustave Charles Toussaint, Documents de Touen-houang relatifs à l'histoire du Tibet, Paris, P. Geuthner, 1940